# La Barqueta
La Barqueta és una petita muntanya allargada situada al municipi d'Ulldecona, a la comarca del Montsià, amb una elevació màxima de 259 metres.
Forma part del sistema de la serra de Godall i s'estén al sud de forma paral·lela a la cadena muntanyosa principal. Deu el seu nom a la forma que té que sembla una barca amb la quilla enlairada.
L'extrem sud-oest de la Barqueta és una zona degradada que ha estat destruïda per una pedrera, trencant la forma regular de la muntanya que va donar-li el nom. Hi ha també una altra pedrera al vessant sud.